# Oospila ciliaria
Oospila ciliaria là một loài bướm đêm trong họ Geometridae.